# Guleed
Guleed Ali, noto semplicemente come Guleed (Möllevången, 17 ottobre 1994), è un rapper svedese.

## Biografia
50 grader i februari (2019), primo album in studio dell'artista, ha esordito al 16º posto della Sverigetopplistan; esso, candidato per un Grammis, contiene Tider som dessa, una collaborazione con Cherrie certificata disco d'oro dalla IFPI Sverige.
Lucky 20, secondo LP, è arrivato 27º nella classifica svedese e ha anch'esso ricevuto la nomination per un Grammis. Skapad av smärtan è stato il suo terzo disco a entrare la Sverigetopplistan, facendo l'entrata alla 36ª posizione.

## Discografia

### Album in studio
- 2019 – 50 grader i februari
- 2020 – Lucky 20
- 2021 – 21
- 2023 – Skapad av smärtan

### EP
- 2021 – Under tiden 2
- 2022 – Under tiden 3

### Singoli
- 2016 – Samma spår (feat. Ozzy)
- 2016 – Toppen (feat. Yasin)
- 2017 – Kom se (feat. Ozzy)
- 2017 – Gänget
- 2017 – Vapormax (con Adam Aden)
- 2017 – Under tiden
- 2018 – Aktiv
- 2018 – Nå mig (con Adam Aden)
- 2018 – Lev oändligt
- 2018 – Börja om (feat. Gilli)
- 2019 – Backspegeln
- 2019 – Tider som dessa (feat. Cherrie)
- 2019 – Tesla
- 2019 – Speciell
- 2020 – Geedo
- 2020 – CCTV
- 2020 – Inget att förlora (Maria) (con Kristian Florea)
- 2020 – Sshh
- 2020 – Don Julio
- 2020 – Palm Angels (con Ozzy)
- 2020 – Har du vatt här
- 2020 – Soldier (con AJ B)
- 2020 – Mask av (con Ozzy e Adam Aden)
- 2020 – Walter (con Valon)
- 2020 – Näringskedjan
- 2021 – Boomin
- 2021 – Endz
- 2021 – Ledare
- 2021 – Ma zone (con Blizzy)
- 2021 – Mula
- 2021 – Dealas
- 2021 – Var du vart
- 2021 – Om o om (con Euroo e Yei Gonzalez)
- 2021 – Illegala
- 2021 – Bli nånting
- 2022 – The Town (feat. Moewgli)
- 2022 – Dubbla skift
- 2022 – Vilka som oss (con Mukki ed Euroo)
- 2022 – För evigt
- 2022 – City (con Awave e Takenoelz)
- 2022 – Masterpiece
- 2022 – Vägen
- 2022 – Vågorna (con Romeo)
- 2022 – Man in the Mirror
- 2022 – Disciplin
- 2022 – Håller du ner mig
- 2023 – Jet li (con Orio e Kazior)
- 2023 – Bye
- 2023 – Cuando menos lo espera (con Morad)
- 2023 – Yumma
- 2023 – Toxic
- 2023 – Visionen
- 2023 – Brothers Keeper
- 2024 – El barrio (con Morad)
- 2024 – Toto bien
- 2024 – Distrikt 4 (con Adam Aden)
- 2024 – Ma luv
- 2024 – Come Up
- 2024 – En på miljonen
- 2024 – Location (con 2M)
- 2024 – Get Back
- 2024 – Rolex & Rose (con Blizzy e Mukki)
- 2024 – Casablanca
- 2024 – Fokus
- 2024 – Inget lovat
- 2025 – Eurostar (con Icekiid e Deno)
- 2025 – Min risk
- 2025 – Piranha